# Ara zielona
Ara zielona (Ara militaris) – gatunek dużego ptaka z rodziny papugowatych (Psittacidae), podrodziny papug neotropikalnych (Arinae). Występuje w Ameryce Południowej i Meksyku.

## Taksonomia
Po raz pierwszy gatunek opisał Karol Linneusz w 1766. Nie wskazał miejsca pochodzenia holotypu. Nowemu gatunkowi nadał nazwę Psittacus militaris. Obecnie (2020) Międzynarodowy Komitet Ornitologiczny (IOC) umieszcza arę zieloną w rodzaju Ara. Wyróżnia 3 podgatunki. Przedstawiciele poszczególnych podgatunków nie różnią się od siebie znacząco i niektórzy autorzy uznają gatunek za monotypowy.
W 2018 w Meksyku odnaleziono liczącą sobie 2000 lat dobrze zachowaną mumię papugi. Prawdopodobnie jest to ara zielona pochodząca z nieistniejącego już dzisiaj podgatunku. Znalezisko to może sugerować, że mieszkańcy okolicznych rejonów trzymali te zwierzęta w celu religijnym lub też jako domowe.

## Podgatunki i zasięg występowania
IOC wyróżnia następujące podgatunki:
- A. m. mexicanus Ridgway, 1915 – zachodni i północno-wschodni Meksyk od centralnego stanu Sonora po Oaxaca i od wschodniego Nuevo León po wschodni stan San Luís Potosí[4]
- A. m. militaris (Linnaeus, 1766) – Sierra Nevada de Santa Marta, Sierra de Perijá, Cordillera de la Costa (północna Wenezuela) na południe przez kolumbijską część Andów, wschodni Ekwador, Peru i zachodnią Boliwię[4]
- A. m. bolivianus Reichenow, 1908 – wschodnie stoki Andów w centralnej Boliwii (zachodni departament Santa Cruz) po północną Argentynę[4]

## Morfologia
Długość ciała 70–71 cm, masa ciała 972–1134 g. Jest to stosunkowo duża ara. Większość upierzenia w kolorze ciemnolimonkowym. Czoło czerwone. Z przodu głowy występuje naga połać białej skóry pokryta czarnymi liniami. Lotki z wierzchu niebieskie, od spodu żółtooliwkowe. Niższa część grzbietu niebieska. Sterówki niebiesko-czerwone. Dziób całkowicie czarny.

## Ekologia i zachowanie
Środowiskiem życia ar zielonych w Ameryce Południowej są wilgotne nizinne lasy i przyległe do nich obszary wycinki, zadrzewione wzgórza i kaniony. W Meksyku występują w suchych lasach, lasach sosnowo-dębowych, wilgotnych nizinnych lasach i lasach nadrzecznych. W Puno (Peru) w  obszarach porośniętych plantacjami kawy i zdegradowanymi lasami występują liczniej niż w lasach Yungas. W Meksyku odwiedzają również pola uprawne i sady. Odnotowywane są od poziomu morza do 3600 m n.p.m., jednak przeważnie występują na wysokości 500–1500 m n.p.m. Żywią się owocami, np. palm Oenocarpus bataua, melii Melia azedarach czy figowców.

### Lęgi

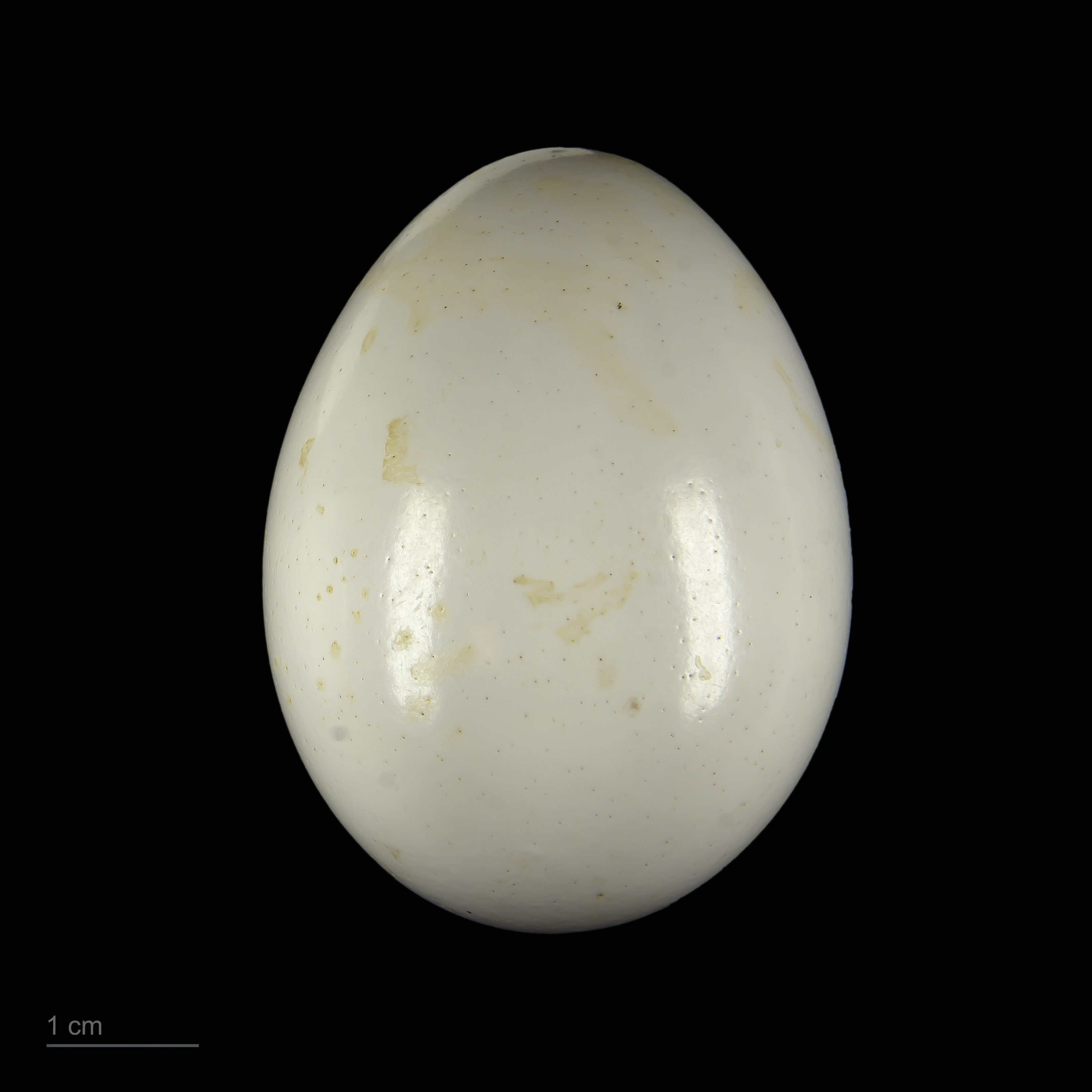
Ara militaris

W Meksyku gniazdują najprawdopodobniej w czerwcu i lipcu. Brak danych z pozostałych części zasięgu. Gniazda umiejscowione są na zboczach skalnych lub dużych drzewach. Zniesienie liczy 2–3 jaja. Inkubacja trwa 28–31 dni. Młode są w pełni opierzone po 12 tygodniach życia.

## Status
IUCN uznaje arę zieloną za gatunek narażony na wyginięcie (VU, Vulnerable) nieprzerwanie od 1994 (stan w 2020). Trend liczebności populacji jest spadkowy. Zagrożeniem dla tych ptaków jest wycinka lasów i nielegalny odłów, nawet na obszarach rezerwatów. W wielu obszarach gniazdują w zagłębieniach skalnych na niedostępnych zboczach, co chroni je przed plądrowaniem lęgów.